# キング郡国際空港
キング郡国際空港（英語: King County International Airport）はアメリカ合衆国ワシントン州シアトルにある空港。ダウンタウンの8km南に立地している。ボーイング・フィールド(Boeing Field)の愛称で知られる。この空港は運営・管理共にキング郡が行う。1928年開港の歴史ある空港で、1944年にシアトル・タコマ国際空港が建設されるまでシアトルの主要空港だった。

## ボーイング・フィールド
キング郡国際空港はボーイングと密接な関係にあるため、「ボーイング・フィールド」は単なる愛称とは異なる。空港はボーイングの所有ではないが、空港を取り囲むようにボーイングのロゴの入った整備施設、格納庫、新型機を開発・試験するための研究開発設備などボーイングの所有する施設が立ち並んでいる。ボーイング・ストアと呼ばれる従業員向けの物販、観光客や出張などで訪れたビジネス・パートナー向けの土産品を取り扱う店舗もこの建築物群の中にある。また、同社の新型機の飛行試験にはこの空港が用いられる（E-737や日本の航空自衛隊のE-767も含まれる）。
空港に隣接した航空博物館 (Museum of Flight) もボーイングとは無関係ではない。ボーイングは同博物館に展示機体や寄付金を提供しており、ボーイングの歴史について取り扱ったコーナーもある（アメリカの博物館では、多額の寄付金を提供してもらった企業や個人に関する特別展示を設けることが多い）。過去には当時ボーイング・エアプレーン・カンパニーという名称であったボーイングの初期の社屋であった「レッド・バーン (Red Barn)」があった。すなわち、同空港はボーイング発祥の地でもある。レッド・バーンは航空博物館の一角に保存されており、当時の面影を残している。さらに、現在はボーイングの製品となったF/A-18 ホーネットを用いているアメリカ海軍のアクロバット・チームブルーエンジェルスもシアトルの夏のイベント「シーフェア」に参加する際にはボーイング・フィールドを整備・燃料補給の基地として利用する。
また、ランドマクナリー社などから発行されているキング郡及びシアトル周辺の地図には、Boeing Field/King County International Airport と記載されており、ボーイング・フィールドの名前が先に書かれて併記されている。このことからも、地元では愛称のほうが通りが良いことを示しており、愛称には空港の歴史との深く関わっているため単なる別名などではなく、愛称を公募などで後付けする日本の空港と事情が異なる。
航空機の製造はペイン・フィールド(Paine Field)、レントン市営空港(Renton Municipal Airport)で行われている。

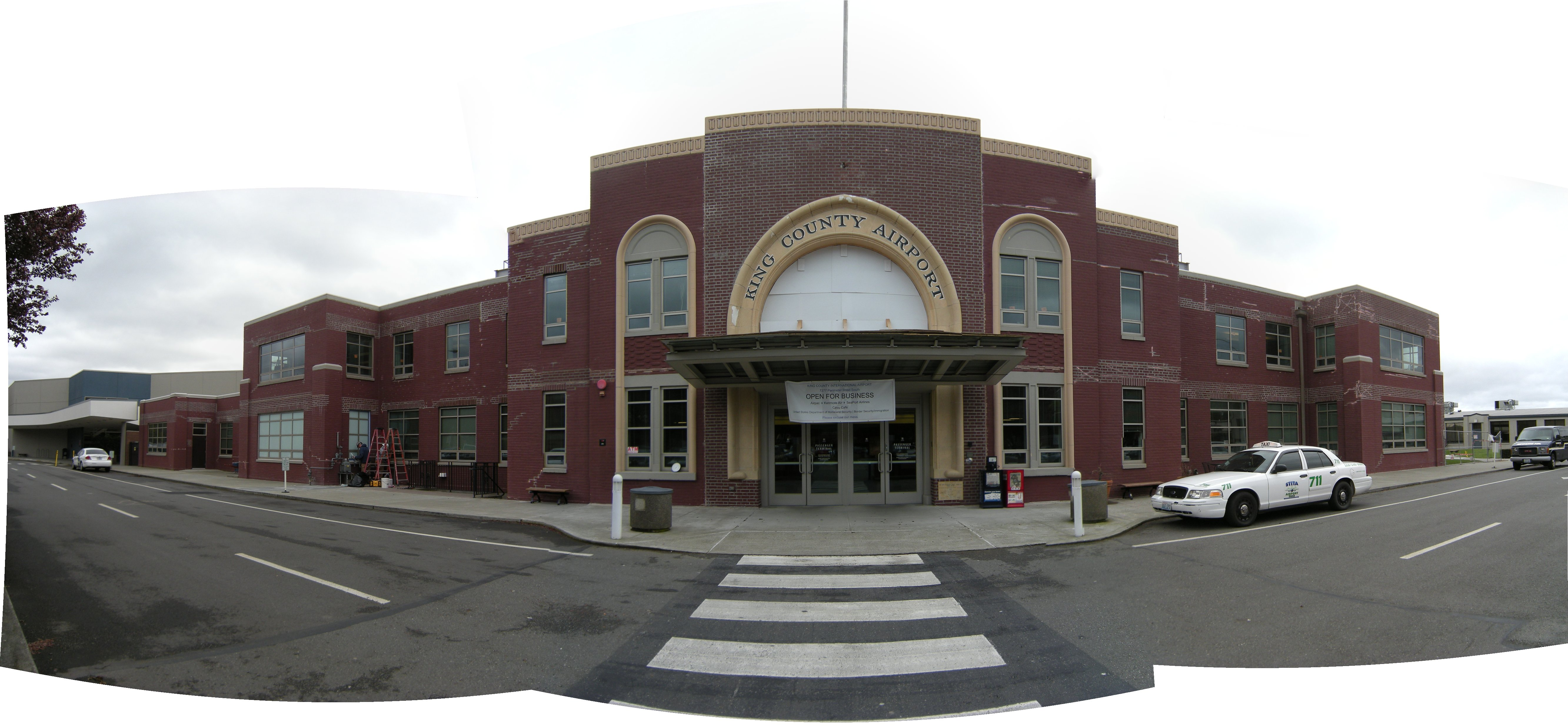
ターミナルビル。「国際空港」らしからぬ小規模な建物である。
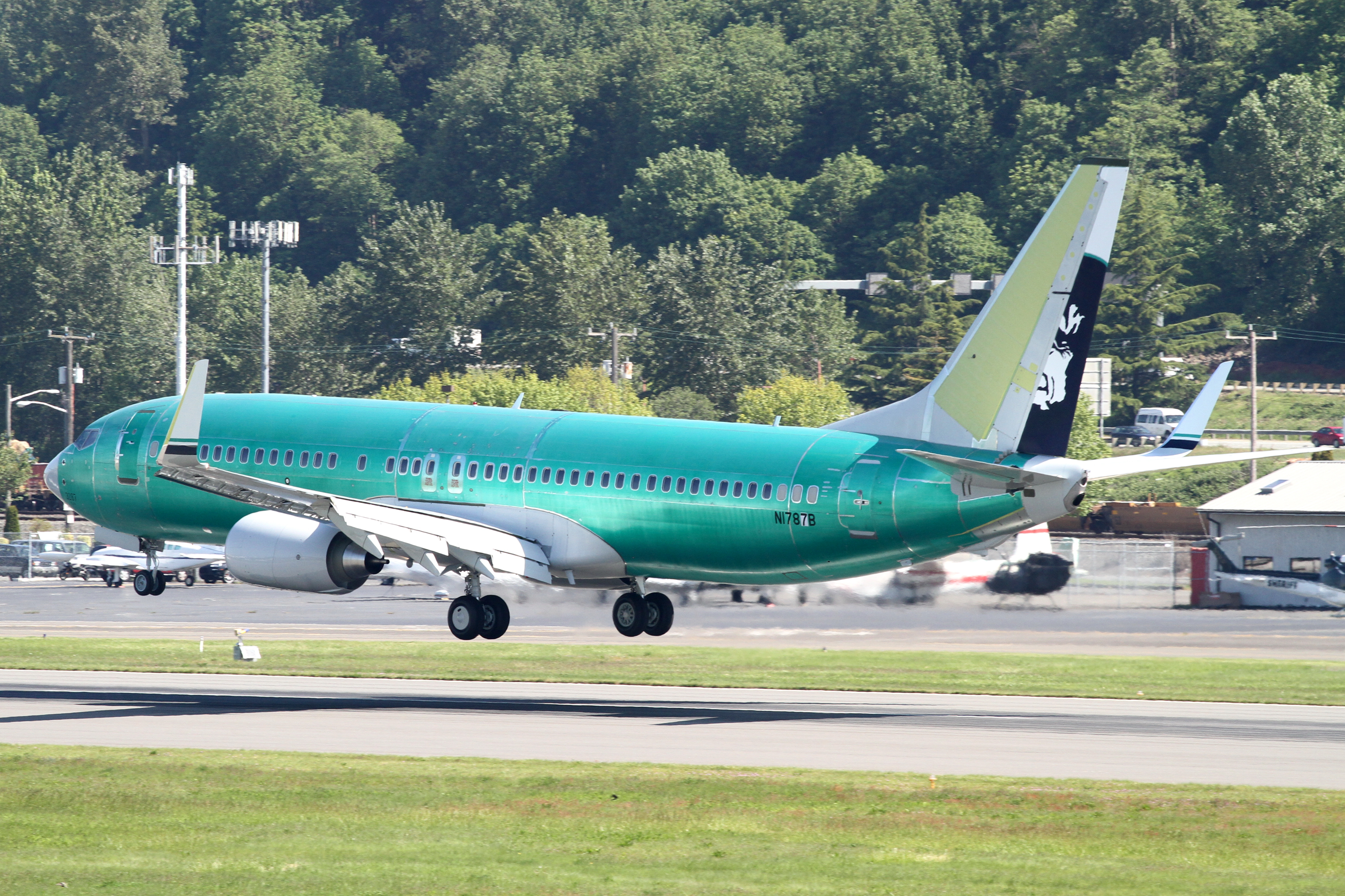
レントンから飛来したアラスカ航空向けのB737-800

## 就航航空会社

### 旅客便
- Kenmore Air（Eastsound、Friday Harbor）

### 貨物便
- DHLアビエーション
- UPS航空
- Ameriflight
- BAX Global